# Jemeppe (Marche-en-Famenne)
Jemeppe  is een dorp in de Belgische provincie Luxemburg. Het ligt in Hargimont, een deelgemeente van de stad Marche-en-Famenne. Jemeppe ligt net ten noorden van het dorpscentrum van Hargimont, hiervan gescheiden door de Wamme. Bij Jemeppe vloeit de Hedrée in de Wamme.

## Geschiedenis
Op de Ferrariskaart uit de jaren 1770 is het dorp aangeduid als Jemeppe, met ten oosten het Château de Jemeppe.
Op het eind van het ancien régime werd Jemeppe een gemeente. De gemeente werd in 1823 al opgeheven en bij Hargimont gevoegd. In 1977 werd Hargimont met daarin Jemeppe een deelgemeente van Marche-en-Famenne.

## Bezienswaardigheden
- het Kasteel Jemeppe (Château Jemeppe), ook wel Kasteel van Hargimont genoemd
- de Chapelle Saint-Christophe

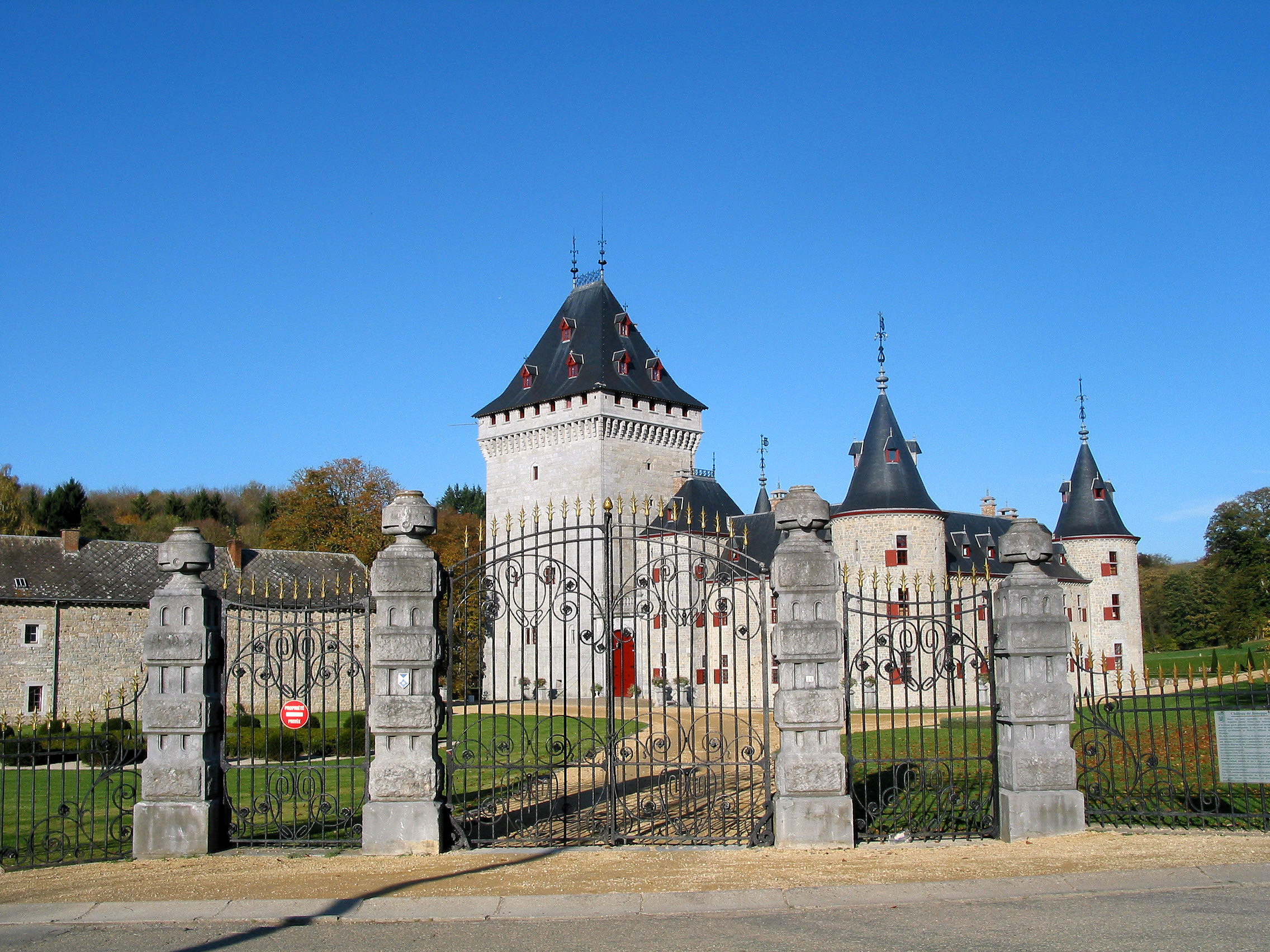
Château Jemeppe
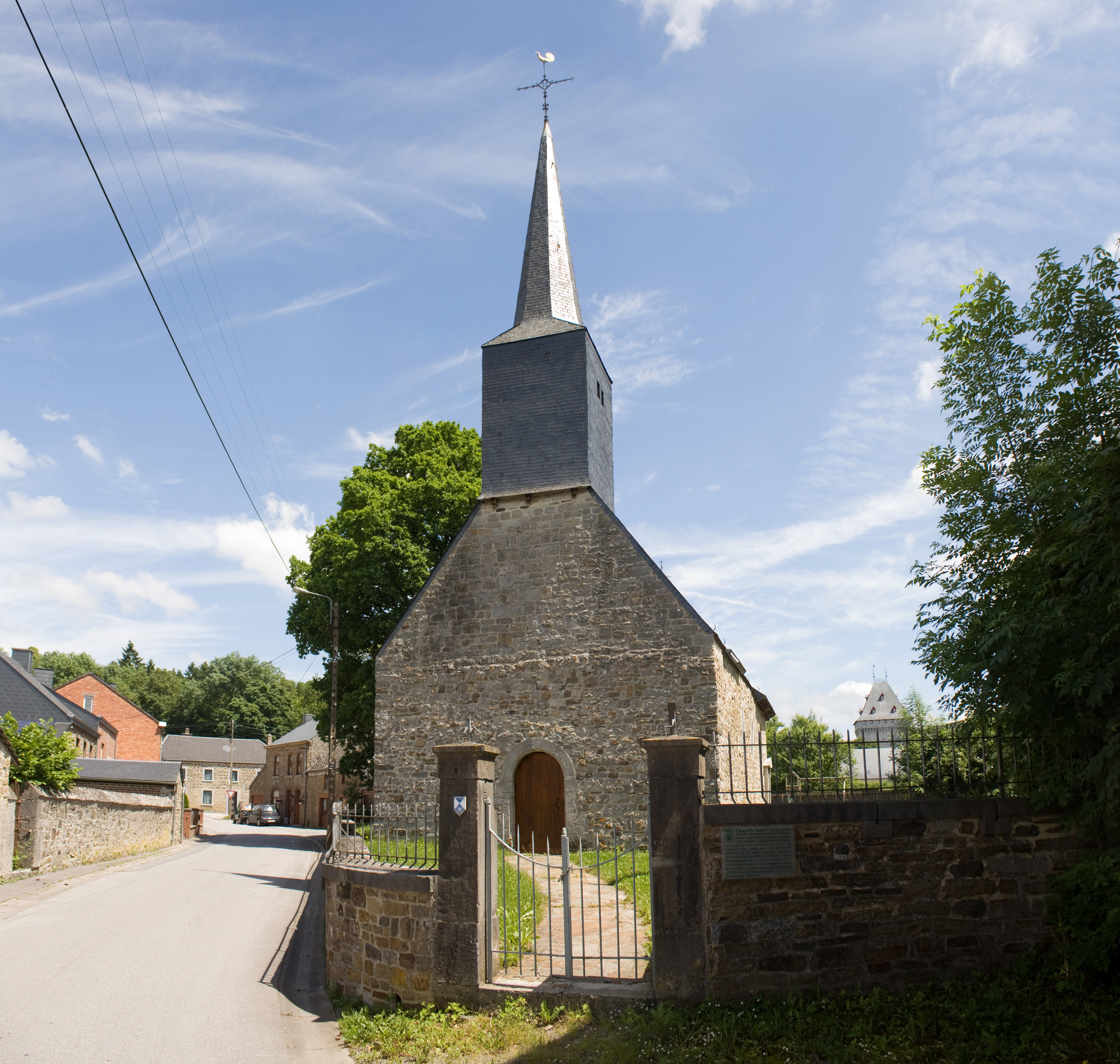
Chapelle Saint-Christophe

## Verkeer en vervoer
Langs Jemeppe loopt de N86 van Marche-en-Famenne naar Rochefort. Hierop sluit de N896 aan, richting Bastenaken.